# NGC 3244
NGC 3244 (другие обозначения — ESO 317-24, MCG -7-22-5, IRAS10232-3934, PGC 30594) — спиральная галактика (Sc) в созвездии Насос.
Этот объект входит в новый общий каталог (новая редакция)
В галактике вспыхнула сверхновая SN 2010ev типа Ia, её пиковая видимая звездная величина составила 14,3.